# Zajedavstvo
Zajedavstvo ali parazitizem je eden izmed ekoloških odnosov, pri katerem organizem, funkcionalno poznan kot zajedavec ali parazit, drugega organizmu, tako imenovanemu gostitelju, odvzema energijo in/ali snovi, nujne za njegovo preživetje. Z izrazom okužba definiramo napad zajedavca na gostitelja, medtem ko virulentnost razlagamo kot škodo, ki jo zaradi parazita občuti gostitelj. Parazitizem je široko razširjen biološki odnos in po nekaterih ocenah se kar več kot polovica vseh vrst na Zemlji preživlja na tak način.

## Definicija
V odnos zajedavstva sta vključena zajedavec (ali parazit) in gostitelj, pri čemer zajedavcu ta interakcija koristi, medtem ko tovrsten odnos na gostitelja deluje negativno. Parazit od gostitelja pridobi bodisi energijo bodisi snov, v nekaterih primerih celo oboje. Praviloma tipični par organizmov v interakciji parazitizma sestoji iz telesno manjšega parazita, ki ima izrazit razmnoževalni potencial in kratek generacijski čas, in precej večjega gostitelja z manjšim reproduktivnim potencialom ter daljšim generacijskim obdobjem. Navadno je gostitelj določenega parazita le ena izbrana vrsta, redkeje več. Nekateri paraziti se v enem gostitelju razmnožujejo s spolnim načinom razmnoževanja, medtem ko drug gostitelj predstavlja mesto njihovega nespolnega razmnoževanja; takšna gostitelja sta izmenična. Organizem, ki v odnosu opravlja vlogo gostitelja, zajedavcu služi kot habitat. Ker je tak habitat živ, se je navadno sposoben braniti ali celo premikati. Posebnost habitata, ki ga za zajedavca predstavlja gostitelj, je tudi njegova izrazita razgibanost in heterogenost, zaradi česar paraziti v svojih gostiteljih zasedajo točno določene telesne dele (npr. specifične organe ali tkiva).

### Ekološka opredelitev
Ker sta v odnos zajedavstva vključeni dve različni vrsti, parazitizem uvrščamo med medvrstne odnose ali interakcije. Nadalje se lahko zajedavstvo opredeli kot enega izmed tipov plenilstva ali predacije, kajti gre za odnos, od katerega ima en od udeležencev korist (zajedavec), drug pa doživlja škodo (gostitelj). V primerjavi s klasičnimi tipi plenilstva parazitizem praviloma ne povzroča takojšnje umrljivosti, povezava med zajedavcem in gostiteljem pa je bolj tesna kot med plenilcem in plenom. V večini primerov je zajedavstvo v obliki sožitja ali simbioze – zajedavec in gostitelj sta med seboj zelo močno povezana in večino časa živita v paru, redkeje ju združujejo manj tesne povezave in več ne bivata v pravem sožitju. Parazitizmu soroden ekološki oziroma biološki odnos je mutualizem, ki je prav tako v večini primerov simbiotska interakcija, a se razlikuje po tem, da imata oba sodelujoča organizma od odnosa korist.

## Zajedavci

### Tipologija
V osnovi se zajedavce ločuje glede na njihovo velikost. Telesno majhni paraziti, ki praviloma zajedajo znotraj gostiteljevih celic in se tam tudi razmnožujejo, v gostitelju pa so pogosto prisotni v velikih številih, so tako imenovani mikroparaziti. Mednje sodijo mikroorganizmi, kot so bakterije, virusi in praživali. Večji makroparaziti parazitirajo v telesnih votlinah ali medceličnih prostorih gostitelja, medtem ko nekateri bivajo na gostiteljevih telesnih površinah.
Druga delitev zajedavce ločuje po njihovem načinu bivanja. Zunanji zajedavci ali ektoparaziti se preživljajo na gostiteljevih telesnih površinah. Ker živijo na gostiteljevem telesu, se ni razvil poseben razširjevalni mehanizem (velikokrat se med gostitelji širijo kar s semeni, sporami ali jajci, ki jih prenašajo vodni tokovi ali vetrovi oziroma prehajajo med gostitelji ob njihovem stiku). Na ektoparazite zaradi njihovega načina bivanja močno vpliva zunanje okolje; ogrožajo jih različne abiotske spremembe (recimo spremenljivo vreme ipd.), v večji meri pa so izpostavljeni plenjenju. Drug tip zajedavcev glede na način bivanja so tako imenovani notranji zajedavci ali endoparaziti, ki se preživljajo v gostiteljevi notranjosti. Tovrsten način življenja je od zajedavcev zahteval razvoj posebnih, kompleksnih in energetsko dragih razmnoževalnih ter razširjevalnih sistemov. Kot razširjevalci endoparazitov pogosto služijo drugi organizmi, ki jih zaradi njihove funkcije imenujemo vektorji. Tipični vektor poskrbi za prenos zajedavca iz telesa enega gostitelja na drugega. V nekaterih primerih, ko zajedavec na vektorja učinkuje kot na svojega gostitelja in se v njem tudi razmnožuje, vektorski organizem služi kot vmesni gostitelj.
Večina zajedavcev spada med tako imenovane biotrofe; so obvezni ali obligatni zajedavci, ki uspevajo zgolj, kadar so povezani z živim gostiteljem. V primeru gostiteljeve smrti, bodisi zaradi parazita bodisi kot posledica drugega živega ali neživega dejavnika, propade tudi biotrofni zajedavec. Posebna oblika zajedavcev so nekrotrofi, ki povzročijo pogin svojega gostitelja (ali njegovega dela), nakar se dalje preživljajo na kadavru kot dekompozitorji ali razgrajevalci.
Med parazitskimi rastlinami poznamo prave zajedavce ali holoparazite in delne zajedavce ali hemiparazite. Holoparazitske rastline od gostitelja, ki ga zajedajo, pridobijo vse snovi, nujne za njihovo preživetje (vključujoč vodo, anorganske snovi in fotosintate – organske produkte fotosinteze). Ker tovrstnim rastlinam ni potrebno izvajati fotosinteze, so pogosto blede ali rjavkaste (nimajo zelenega klorofila) in jim manjkajo karakteristični rastlinski organi, na primer listi in korenine. Dobro poznan holoparazit je raflezija (Rafflesia arnoldii), ki je človeškemu očesu vidna le enkrat letno, ko zunaj gostitelja razvije velik, kratkocvetoči cvet. Drugo skrajnost predstavljajo navadno zelene hemiparazitske rastline, ki od svojih gostiteljskih rastlin pridobivajo le anorganske snovi in vodo, organske fotosintate pa si proizvajajo same s pomočjo fotosinteze. Tipični polzajedavec je bela omela (Viscum album). Nepoznavalec lahko s paraziti zamenja epifitske rastline, ki druge rastline uporabljajo zgolj kot podlago in jim s svojim delovanjem ne škodujejo.

## Gostitelj

### Obramba
Četudi gostitelj za zajedavca predstavlja njegov življenjski prostor oziroma habitat, se tak organizem na prisotnost negativno delujočega parazita odziva na najrazličnejše načine. Obrambni mehanizmi so raznoliki in imajo variabilne učinke; nekateri parazita trajno odstranijo, drugi povzročijo začasno eliminacijo, tretji omiljujejo zajedavčevo negativno delovanje. Za rastline je značilna spremenjena rast okuženega  in blizu ležečega tkiva, ki parazitu prepreči prehod v druge, še neokužene telesne dele. Nekatere rastline na tak način izolirano tkivno maso odvržejo; to je še posebej značilno za okužene rastlinske liste. Spremenjeno rast rastlinskega tkiva lahko sproži tudi sam parazit, pri čemer nastajajo tako imenovane šiške, znotraj katerih se zajedavec razvija. Med obrambne mehanizme proti parazitom sodijo različne kemične metode, recimo napad s sekundarnimi metaboliti, kot so antibiotiki in antimikotiki, ki ga pogosto prakticirajo rastline in glive.
Za obrambo živali pred napadajočimi zajedavci je ključen imunski sistem. Fagocitirajoče celice, ki krožijo po telesu, imajo sposobnost prepoznave in uničenja (fagocitoze) tujkov. Določeni paraziti so se na imunske celice prilagodili s tako imenovano molekulsko mimikrijo, saj posedujejo specifične antigene, ki jih živalski imunski sistem ne prepoznava kot telesu tuje. Vretenčarji na zajedavce delujejo tudi s specifičnim oziroma pridobljenim imunskim odzivom, ki v telesu ob prvem stiku s točno določenim parazitom izvede imunsko reakcijo in ustvari imunski spomin, zaradi katerega so vse nadaljnje okužbe s tem zajedavcem praviloma neuspešne.

### Vpliv zajedavca na gostitelja
Gostitelj zaradi delovanja zajedavca doživlja škodo. Najbolj vidna sta gostiteljevi znatno zmanjšana rodnost (nataliteta) in zvečana umrljivost (mortaliteta), učinki se v divjini izražajo tudi v manjši tekmovalni sposobnosti, večji izpostavljenosti plenilcem in oteženemu pridobivanju hranil. Praviloma zajedavec ne povzroči takojšnje umrljivosti svojega gostitelja, kajti v splošnem velja, da imajo zajedavci z manjšo stopnjo virulentnosti (škode, ki jo prizadejejo gostitelju) povečan biološki fitnes (doprinos k nadaljevanju svoje vrste). Parazitu namreč živ in aktiven gostitelj omogoči razširjanje k drugim gostiteljem, medtem ko bi prehitro propadel gostitelj vodil v omejeno širjenje in sledeč pogin samega zajedavca. Večinoma se virulentnost zajedavca manjša s starostjo točno določene interakcije med parazitom in gostiteljem (virulentnost je večja pri na novo vzpostavljenih odnosih in minimalna v evolucijsko starih interakcijah). Tipičen primer človeškega parazita z velikim fitnesom in nizko stopnjo virulentnosti je virus prehlada, ki človeka navadno le blago prizadene, zaradi česar oboleli še naprej hodijo po opravkih in obveznostih ter na tak način razširjajo svojega mikroparazita. Določeni paraziti, za katere je značilen počasen razvoj bolezni v gostitelju, imajo veliko stopnjo virulentnosti in izrazito povečajo umrljivost v gostiteljevi populaciji.

#### Vpliv na obnašanje
Poznani so številni primeri, ko paraziti s svojim delovanjem vplivajo na obnašanje svojih vektorjev ali vmesnih gostiteljev in si na tak način zvečajo možnost za stik z glavnim gostiteljem. Dicrocoelium dendriticum je sesač (Trematoda), ki svojega vmesnega gostitelja, mravljo, prisili, da spleza visoko na travno bilko in na tak način poveča verjetnost, da gostitelja poje ovca, sesačev glavni gostitelj. Parazitska vrsta žive niti (Nematomorpha), Gordius dimorphus, povzroči, da vmesni gostitelj, bogomolka, začne iskati blizu ležečo vodo in nato vanjo skoči. Komarji vrste Anopheles gambiae, okuženi z zajedavcem plazmodijem, Plasmodium falciparum, pikajo bolj frekventno kot neokužene živali.

## Socialno zajedavstvo
Socialno zajedavstvo ali socialni parazitizem je posebna oblika zajedavstva, kjer zajedavec s svojim gostiteljem ne živi v simbiontskem odnosu in se ga hkrati ne poslužuje zaradi njegovih telesnih delov, temveč izkorišča gostiteljevo delo. Tudi pri socialnem parazitizmu gre za odnos, ki gostitelju škoduje in zajedavcu koristi, poleg medvrstnega odnosa pa se lahko vzpostavi tudi kot znotrajvrstna interakcija. Dobro poznan primer je suženjstvo, značilnost nekaterih evsocialnih žuželk (npr. mravelj), ki napadejo gostiteljevo kolonijo in ukradejo bube, nakar odrasli osebki gostitelja za svojega zajedavca opravljajo delo. Drug tip socialnega zajedavstva je kleptoparazitizem, kjer zajedavec drugemu organizmu škoduje tako, da mu ukrade njegov plen, ki ga gostitelj še ni uspel zaužiti. Nekatere ptice (in vsaj ena ribja vrsta) se poslužujejo posebne oblike socialnega parazitizma, ki ji pravimo gnezditveno zajedavstvo ali parazitizem. Zajedavski ptiči (na primer kukavica, Cuculus canorus) ležejo svoja jajca v gnezda drugih ptic – gostiteljskih vrst, ki so nato primorane skrbeti za zajedavčev naraščaj. Milejša oblika gnezditvenega parazitizma se pojavi, kadar zajedavec izžene gostiteljskega ptiča iz njegovega gnezda in nato strukturo uporabi za svoje potomstvo.

## Sklic
1. 1 2 3 4 5 6 7 8 9 10 11 12  Davorin., Tome, (2006). Ekologija : organizmi v prostoru in času. Tehniška založba Slovenije. ISBN 86-365-0649-2. OCLC 448900966.{{navedi knjigo}}:  Vzdrževanje CS1: dodatno ločilo (povezava)